# Hippopotamyrus psittacus
Hippopotamyrus psittacus es una especie de pez elefante eléctrico perteneciente al género Hippopotamyrus en la familia Mormyridae presente en varias cuencas hidrográficas de África, entre ellas la del río Congo en el centro africano y los ríos Níger, Benue, Volta, Ouémé y Ogun hacia el oeste. Es nativa de Angola, Benín, Burkina Faso, Camerún, República Centroafricana, Costa de Marfil, Ghana, Guinea, Mali, Nigeria, Togo y la República Democrática del Congo; y puede alcanzar un tamaño aproximado de 30,0 cm.

## Estado de conservación
Respecto al estado de conservación, se puede indicar que de acuerdo a la IUCN, esta especie puede catalogarse en la categoría «Preocupación menor (LC)».